# Ani (stad)
Ani is een Armeense ruïnestad in Oost-Anatolië in Turkije. De stad ligt op een 1338 meter hoog plateau, aan de grens met Armenië. De stad wordt grotendeels omringd door een dieper liggende rivier. Ani ligt zo'n 40 kilometer ten zuidoosten van de stad Kars.
Door de vele stenen kerken die binnen de muren te bewonderen waren werd Ani destijds De stad der duizend kerken genoemd.

## Geschiedenis

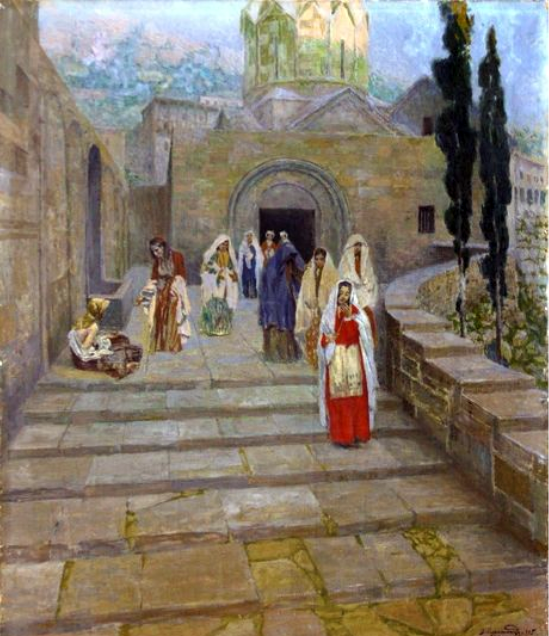
Armeense vrouwen bij het verlaten van de kerk in Ani.
Schilderij van Vardges Sureniants

Ergens in de 5e eeuw werd op het plateau een vesting gebouwd. Het plateau moet lang vóór die tijd al bewoond zijn geweest.
Aanvankelijk hoorde het tot het Armeense vorstenhuis Kamsarakan. In de vroege 9e eeuw ging het over tot het huis van Bagratuni.
In de 10e eeuw begon zich hier een stad te ontwikkelen die in 961 de hoofdstad van Armenië werd. Dit was de glorietijd van de stad. Ani had toen tussen 100.000 en 200.000 inwoners en in deze tijd werden ook de meeste kerken gebouwd.
In 1045 viel de stad in handen van het Byzantijnse Rijk en kwam in 1064 onder controle van de Seltsjoeken.
Hierna werd de stad nog meerdere malen door verschillende heersers veroverd. In 1239 werd de stad ingenomen door het Mongoolse Rijk.
In 1319 werd Ani getroffen door een aardbeving, waarna de stad langzaamaan verlaten werd.

## Architectuur
De grootste kathedraal werd gebouwd in de periode van 989 tot 1001 door de architect Trtad.
De kerken tonen een voor hun tijd vooruitstrevende architectuur. Zo werd er gebruikgemaakt van bundelpijlers, puntige bogen en kegelvormige daken die over de koepels heen werden gebouwd. Van dit alles is nog maar een dozijn ruïnes te vinden omgeven door grasland.

## Galerij

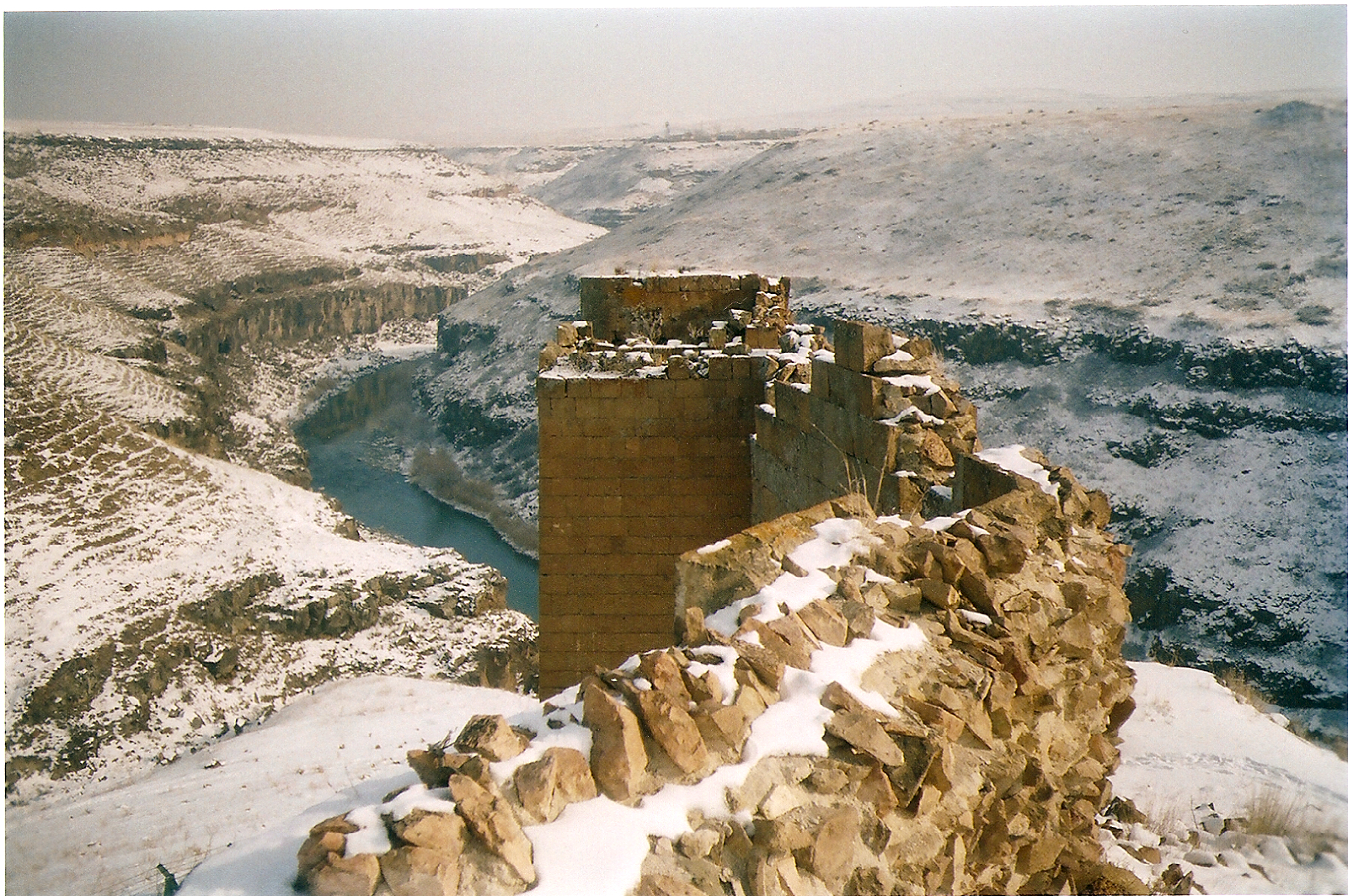
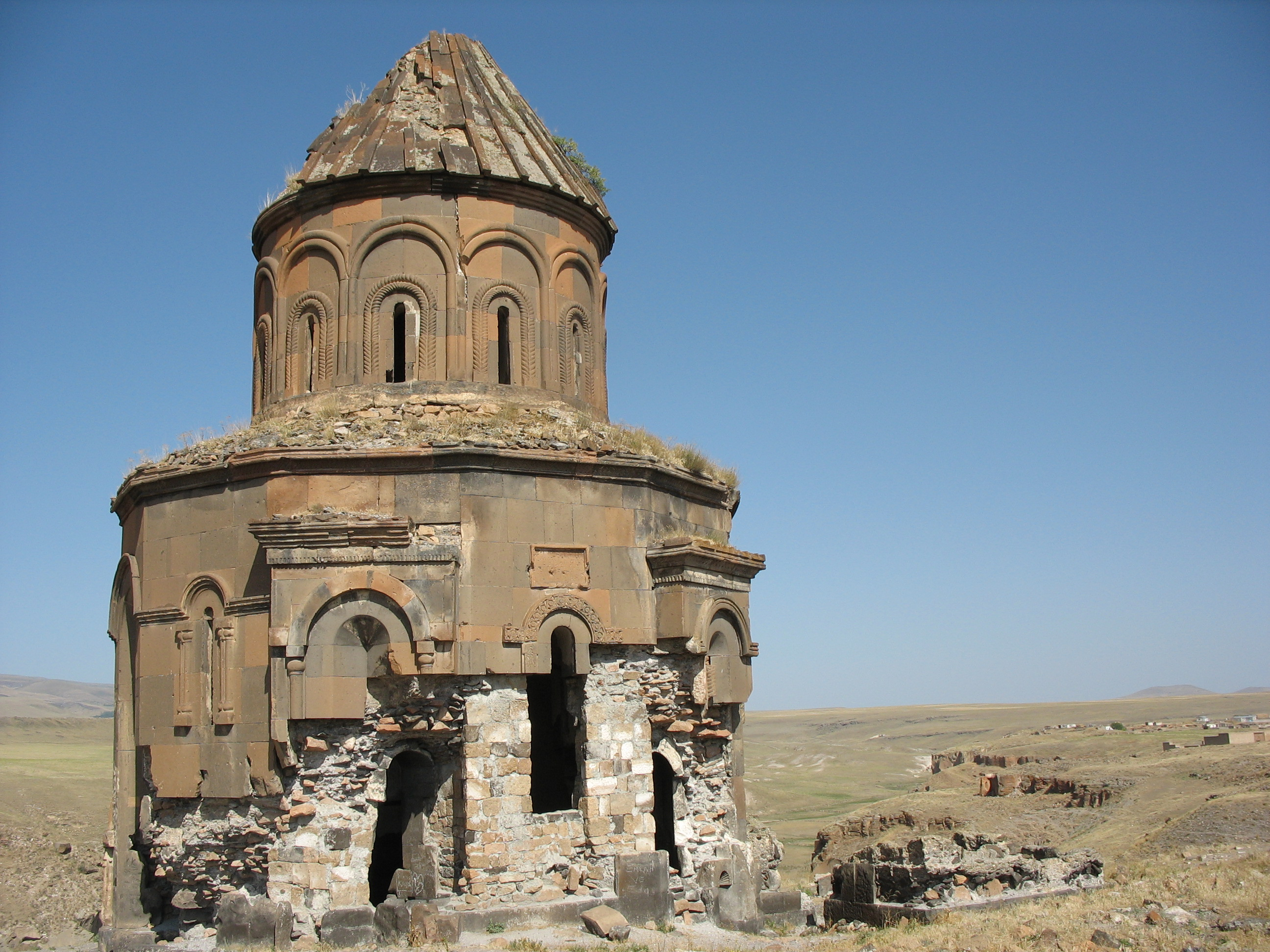
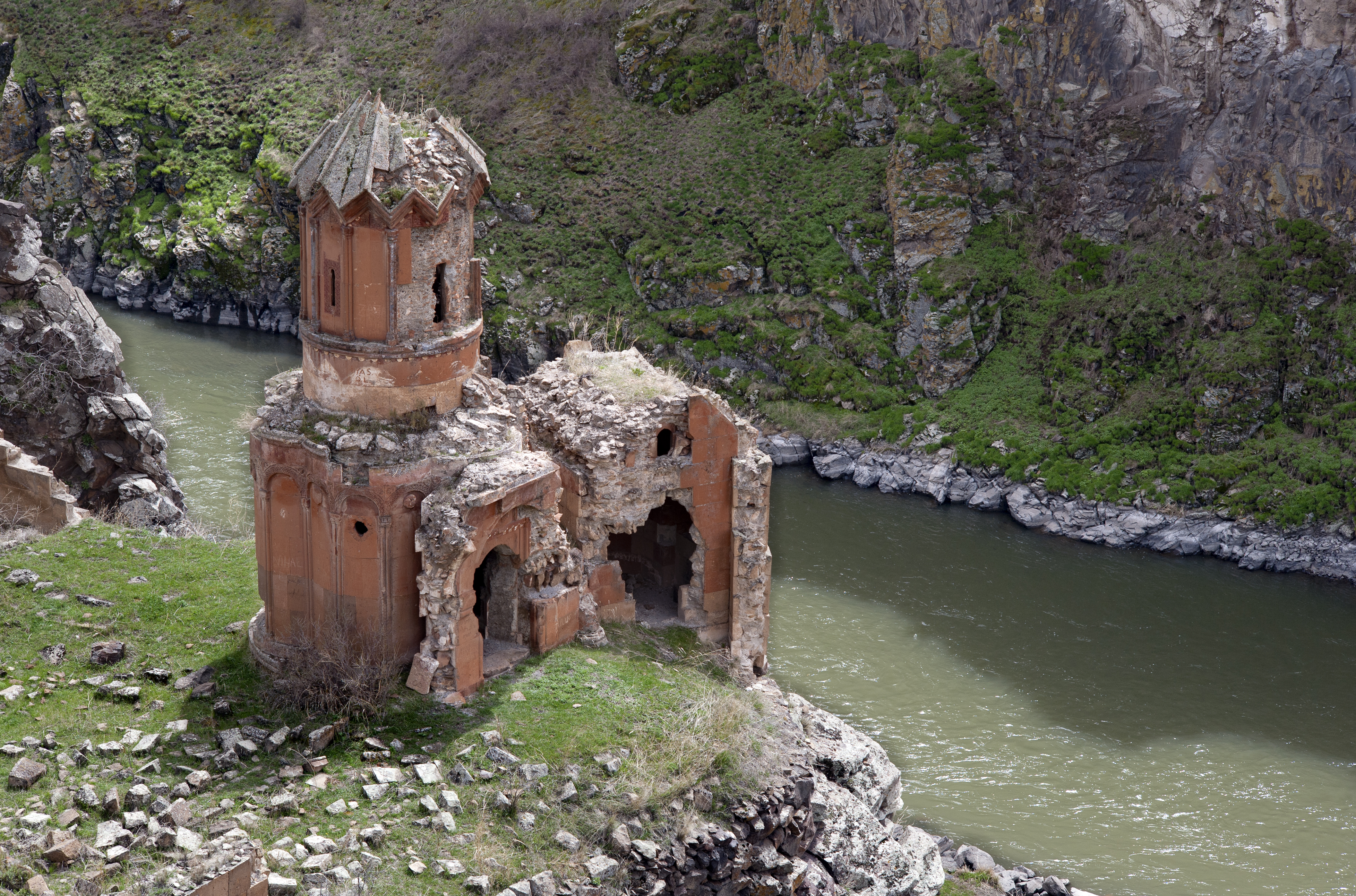
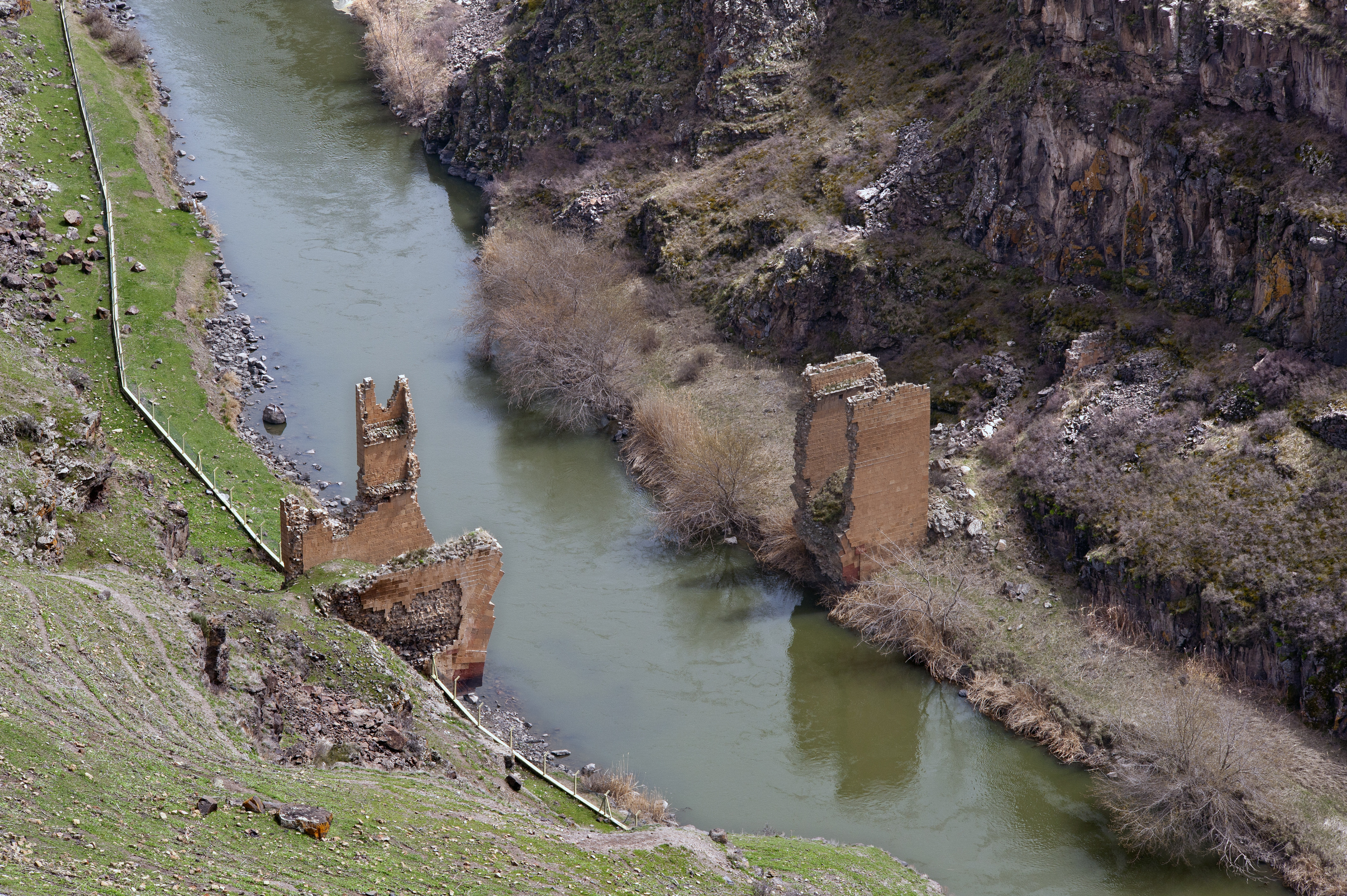
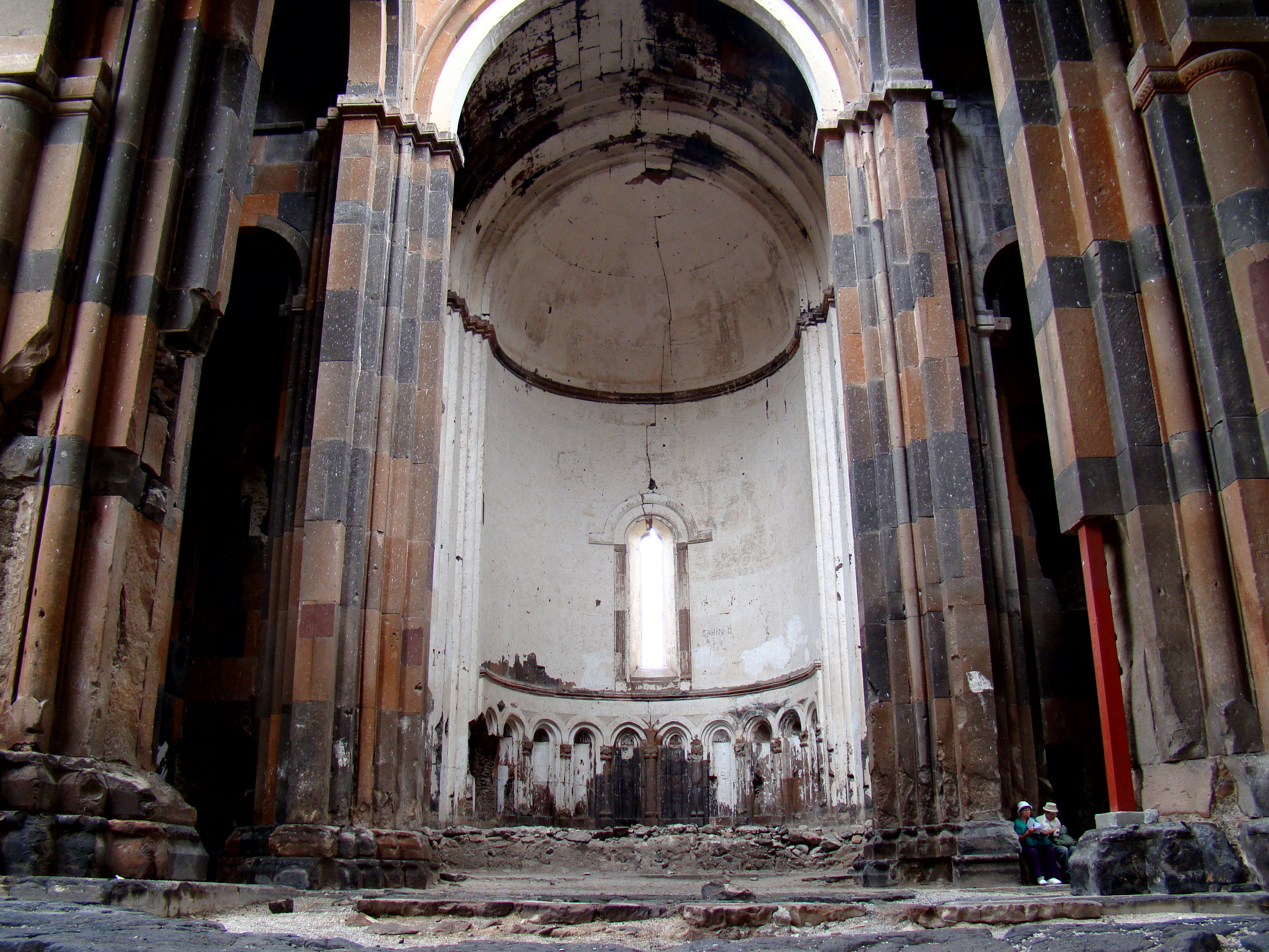

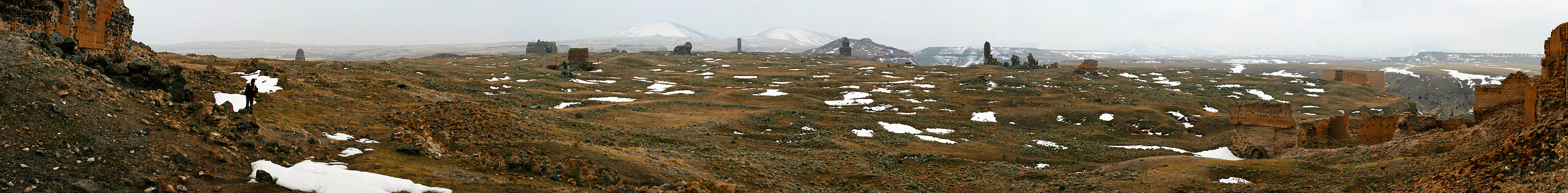
Ruïnes van Ani